# Senecio aquaticus subsp. barbareifolius
Senecio aquaticus subsp. barbareifolius é uma subespécie de planta com flor pertencente à família Asteraceae. 
A autoridade científica da subespécie é (Wimm. & Grab.) Walters, tendo sido publicada em Botanical Journal of the Linnean Society 71(4): 273. 1975 (1976).
Os seus nomes comuns são tasneira-da-água ou tasneirinha.

## Portugal
Trata-se de uma subespécie presente no território português, nomeadamente em Portugal Continental.
Em termos de naturalidade é nativa da região atrás indicada.

## Protecção
Não se encontra protegida por legislação portuguesa ou da Comunidade Europeia.